# Ibn Al-Sid
Abū Muḥammad ʿAbd Allāh Ibn al-Ṣīd al-Baṭalyawsī, também escrito Ibn Assid ou Abenasid (Silves, Taifa de Badajoz, 1052 ou 1053-Valência, 1127) foi um ulema andaluzio, célebre gramático e filósofo, destacado por sua retórica. É o primeiro filósofo islâmico do Ocidente cujas obras sobreviveram.
Ibn Al-Sid Ficou conhecido como o de Badajoz mas al-Makkari dá-o como natural de Silves. Amigo de Omar Mutavaquil, senhor de Évora e depois último rei berbere de Badajoz. Viveu em Albarracin, Toledo, Saragoça e Valência. Polemizou com Ibn Bayya.
Matemático e poeta, escreveu livros de temas filológicos, de crítica literária, de gramática. De Aristóteles conhece "A Lógica", "A Metafísica" e também o "Timeu" de Platão. Introduz Al-Farábi no Andaluz. Fala em Tales e Zenão.
Obras principais:
1. Livro do Aviso Equânime acerca das Causas que engendram as Discrepâncias de Opinião no Islão (Kitab al-insaf…),
2. o Livro das Questões (Kitab al-Masail) e principalmente o Livro dos Círculos (Kitab al hadaiq).

No primeiro livro, de finalidade teológica, segue os céticos gregos acerca da impossibilidade da verdade absoluta. Segundo ele, as opiniões refletem o modo de ser dos homens nas suas diferenças físicas, raciais, éticas e ideológicas. Mas estas desigualdades aumentam devido a oito causas: o uso de termos equívocos; a interpretação literal ou metafórica; o múltiplo conteúdo semântico dos termos por causa do sentido geral tomar o do particular e vice-versa; o exces-sivo uso do argumento de autoridade; a utilização abusiva dos argumentos analógicos; o esquecimento de textos que invalidam outros anteriores; as naturais diferenças em maté-rias opináveis.
No Livro das Questões defende a possibilidade da concordância da razão e da fé pois a filosofia e a religião coincidem no seu objecto, que é a verdade, e no seu fim, que é a felicidade humana. Só se separam quanto ao método, discursivo racional na primeira e convencimento na segunda. Essa diferença é necessária enquanto existam dois tipos humanos diferenciados: o comum dos homens e os sábios.
No Livro dos Círculos, propõe-se discutir sete teses dos filósofos: lª a ordem em que os seres procedem da Causa Primeira parece-se a um círculo ideal e o lugar de retorno do círculo reside na forma do homem; 2ª a essência do homem atinge, depois da morte, o termo a que chegou a sua ciência durante a vida e essa ciência parece-se também com um círculo ideal; 3ª na potência do entendimento particular está o informar-se com a forma do entendimento universal; 4ª o número é um círculo ideal, por exemplo, o círculo das unidades, o das dezenas, o das centenas e o dos milhares; 5ª os atributos do Criador não podem predicar-se dele a não ser por via da negação; 6ª O Criador não conhece outra coisa senão a si mesmo; 7ª qual a prova apodítica da sobrevivência da alma racional depois da morte. 
O texto toma as suas cautelas:
“Espero em Deus que me preservará do erro” e diz que fala “como mero informador dos propósitos e intenções dos filósofos, embora se sirva de termos aproximados, diferentes dos que eles usam”.

Os seres emanam da Causa Primeira, Primeiro Agente ou Causa das Causas, usando a linguagem dos filósofos. O exemplo mais aproximado para explicar essa emanação ou como do Criador “procede o ser dos entes é o modo como procede do 1 o ser dos números ainda que não seja lícito comparar o Criador – exaltado seja! – com coisa alguma bem como os seus atributos e operações… De modo aproximado diremos que assim como o 3 não procede do 1 senão mediante a existência do 2, e igualmente o 4 não existe senão por meio da existência do 3 e do 2, e o 5 tãopouco existe a não ser mediante a existência do 4 do 3 e do 2, e assim o resto dos números, pelo que o ser de cada um vem a ser a causa do ser de todos eles, pois não cabe admitir que o mais afastado exista a não ser pela existência do mais próximo – também de um modo aproximado, mas não na realidade, procede do Criador-exaltado seja! – o ser dos entes.” 
A exposição de Ibn al-Sid usa a linguagem matemática e também a poética para expor a doutrina aristotélica da matéria e da forma. 
“A ciência do homem começa pelos números que não necessitam para ser concebidos de matéria alguma. Depois sobe deles a especular sobre as grandezas que já necessitam de matéria, embora menos que outros: a grandeza que menos necessita dela é o ponto, princípio da linha e que carece de extensão; segue-se depois a linha, princípio da superfície; e depois a superfície, princípio do corpo, as quais já necessitam de matéria para serem concebidas”.
E no poema:
“Ó homem tu és um meio entre dois extremos
opostos
foste composto ao modo de uma forma numa hilé
Se resistes à paixão, elevas-te às alturas
Se te submetes a ela desces ao mais baixo.” 
Considera as propriedades da alma vegetativa, da alma animal, da alma racional, da alma profética, da alma universal e fala das propriedades da alma filosófica que consistem no “amor dos acontecimentos filosóficos que são aqueles que não aspiram a mais que a informar-se das essências; o desejo de conhecer as causas ocasionais e eficientes das coisas; o induzir das aparências externas das formas, as suas realidades interiores; o conhecer o grau dos entes quanto ao ser e o modo como todos emanam do Criador… e como uns emanam depois de outros quando neles flui a unicidade de Deus”.

Num tempo em que o nosso másculo primeiro rei assinava de cruz, Ibn al-Sid explica deste modo a tese dos filósofos de que o número é um círculo ideal: 
“Hás-de saber que a unidade é o princípio e origem do número e a causa da sua existência ainda que ela própria não seja número. Todo o número implica, pois, uma relação com uma unidade e a ela volta como o fim do círculo volta ao seu principio… Assim como todos os números tomam o seu ser do 1 sem necessidade de movimento, tempo, nem lugar, porque o 1 não necessita mais do que da sua própria essência para lhes dar o ser, assim também os seres nascem do Criador (exaltado seja!) sem movimento, tempo, lugar nem instrumentos e sem que necessite de nenhuma outra coisa senão dele mesmo para lhes dar o ser.” 
O homem é “a criatura mais extraordinária como obra de arte e a mais maravilhosa”. Segundo os filósofos, a finalidade da sua existência é a perfeição. O Criador, depois de ter criado uma substância inteligível e uma substância sensível, achou que a perfeição ou complemento da sabedoria estava em criar uma terceira substância que unisse em si as outras duas e harmonizasse as duas naturezas. E criou o homem.

## Obras
- Livro dos Círculos (Kitāb al-hadā'iq)
- Livro das questões (Kitāb al-masā'il)
- Livro da improvisação (Kitāb al-iqtidāb fi sarh adad al-kuttāb)
- Aviso acerca das causas das discrepâncias de opinião no Islã (Al-insāf fi al-tanbīb 'alā' al-asbāb al-mūyiba liijtilāf al-umma)

1. ↑  Miguel Cruz Hernández, II, p. 417
2. ↑  Ibidem, II, p. 418.
3. ↑  Ibn al-Sid, “Livro dos Círculos”, in Portugal na Espanha Árabe, IV, p. 152.
4. ↑  Ibidem, IV, p. 154.
5. ↑    Ibidem, p. 184.
6. ↑  Ibidem, p. 196.